# Hageland
O Hageland é uma paisagem na região flamenga da Bélgica, situada na parte oriental da província de Brabante Flamengo e estendendo-se até uma ponta ocidental da província de Limburgo. É composto principalmente entre as cidades de Aarschot, Lovaina, Tienen e Diest e coincide em grande parte com o histórico condado de Lovaina . O governo francês que controlava a área que mais tarde se tornou a Bélgica nos últimos anos do século XVIII e início do século XIX, ampliou Limburgo, que desde então compreende a parte menor de Hageland na cidade de Halen.
O nome refere-se a terras com floresta densa (baixa) e vegetação rasteira. O seu atestado mais antigo (escrito como Hagelant ) data de 1528.

## Geografia
A área é uma série de cordilheiras de colinas de pedra rica em ferro e leste-oeste. A cordilheira que inclui a colina Molenberg de 106 metros de altura, na vila de Pellenberg, forma a fronteira sul de Hageland, e o Velp, um afluente de Demer, limita seu sudeste.
As publicações turísticas de Hageland geralmente incluem erroneamente uma paisagem de Brabante Flamengo que fica a sudeste, que geofisicamente pertence às terras secas (Tienen, Hoegaarden, Landen) e às zonas húmidas (Zoutleeuw) da região de Hesbaye (em Haspengouw holandês). Isso levou a um nome informal de South Hageland distinto de North Hageland (próprio Hageland).
Outro afluente, o Gete, é o leste e o próprio rio Demer, a fronteira norte de Hageland.
- Simon Depoorter. «Geologische Informatiebrochure: Bierbeek». Municipality of Bierbeek (em neerlandês)